# バムラニビマブ
バムラニビマブ（Bamlanivimab）は、COVID-19の治療に使用される薬である。
しかし、オミクロンを含むCOVIDの亜種はバムラニビマブに耐性を発達させた。単独では使用されなくなったが、引き続きバムラニビマブ・エテセビマブの組み合わせの一部として使用されている。投与法は静脈への注射による。

## 解説
一般的な副作用には、吐き気、めまい、頭痛などがあげられる。他の副作用には、アナフィラキシーがあげられる。妊娠中の人への投与の安全性は不明であるが、妊娠中の人に使用される場合はある。これはSARS-CoV-2のスパイクタンパク質に対するモノクローナル抗体（mAb）である。
バムラニビマブは、2020年11月に米国で緊急使用許可（EUA）を取得した。2021年4月、EUAは単独での使用が取り消された。この組み合わせは、抵抗が少ない特定の地域で2021年12月現在も使用されている。ヨーロッパでもイギリスでも承認されていない。米国政府は2020年に1回の投与あたり約1,250米ドルを支払った。